# Olivier Zuchuat
Olivier Zuchuat est un réalisateur et monteur suisse, né le 30 décembre 1969 à Genève.

## Biographie
Olivier Zuchuat a étudié la physique théorique à l'École polytechnique fédérale de Lausanne (EPFL) et à Trinity College (Dublin). Il a également fait des études de philosophie et de dramaturgie à l'université de Lausanne. Il a soutenu une thèse en études cinématographiques à l'Université de Paris 8 intitulée "Esthétiques de montage contemporaines : attrait de la durée et dyslinéarités" . 
Il a été l'un des assistants du metteur en scène allemand Matthias Langhoff en 1999-2000, et a réalisé des mises en scène de théâtre, principalement des auteurs Bertolt Brecht et Heiner Muller.
En parallèle à son activité de réalisateur d'essais "documentaires" pour le cinéma, il travaille également comme monteur sur des longs-métrages, tant en France qu'en Suisse. De 2006 à 2011, il a été chargé de cours en cinéma à l'Université Paris-Est-Marne-la-Vallée.
Il enseigne régulièrement comme intervenant à la Femis.
Depuis 2015, il enseigne au département cinéma de la HEAD Haute École d'art et de design Genève.

## Filmographie

### Réalisation
- 2001 : Mah Damba, une griotte en exil (57 minutes), documentaire consacré à la griotte Mah Damba, coréalisé avec Corinne Maury
- 2005 : Djourou, une corde à ton cou (63 minutes), essai documentaire sur la crise de la dette au Mali[2],[3]
- 2008 : Au loin des villages (75 minutes, 35 mm), essai documentaire sur un camp de réfugiés de la crise du Darfour[4],[5]
- 2012 : Comme des lions de pierre à l'entrée de la nuit (86 minutes, DCP)[6],[7]
- 2015 : Matthias Langhoff, laisser la porte ouverte (52 min, DCP)[8]
- 2020 : Le Périmètre de Kamsé (92 min, DCP)[9]

### Montage
- 2002 : Le Temps des juges de Frédéric Compain
- 2007 : Enquête sur le/notre dehors 2004-2007 d'Alejandra Riera. Documenta 12, Kassel[10]
- 2009 :  Les Dissidents de Ruth Zylberman
- 2012 : La guerre en face, que sont nos soldats devenus ? de Patrick Barbéris
- 2013 :  Iranien de Mehran Tamadon[11]
- 2016 : Tadmor de Monika Borgman et Lokman Slim[12]
- 2016 : Ni Dieu ni maître, une histoire de l'anarchisme de Tancrède Ramonet

## Publications

### Ouvrages
- Bertrand Bacqué, Lucrezia Lippi, Serge Margel, Olivier Zuchuat (dir.), Montage, une anthologie (1913-2018), Genève-Dijon, Les Presses du réel - MAMCO, co-édition avec HEAD Haute École d'art et de design Genève, 2018, 576 p.
- Corinne Maury, Olivier Zuchuat (dir.), Lav Diaz : faire face, Paris, Post Editions, 2022, 365 p.

## Distinctions
- Prix du meilleur documentaire “Regard sur le monde” – Mention spéciale, Festival Vues d’Afriques, Montréal 2005
- Prix des médiathèques, FIDMarseille 2008
- Quartz 2009 - Prix du cinéma suisse, Nomination catégorie Meilleur documentaire
- Festival international du film d’Innsbruck 2009 - Prix de la compétition documentaire
- Nuremberg International Human Rights Film Award 2009 - Nomination
- IDFA Festival international du film documentaire d'Amsterdam  - Joris Ivens Award 2009 - Nomination
- Festival international du film documentaire et du film d'animation de Leipzig / DOK Leipzig 2013 - prix du Jury œcuménique, compétition internationale
- Festival international du film méditerranéen de Tétouan 2013 - prix du Jury
- Festival international du film insulaire (Groix 2014) - prix du Jury (mention spéciale)